# Katrin Säfström
Katrin Säfström född 2 september 1960 är en svensk journalist och chefredaktör.
Innan hon kom till Folket hade Säfström arbetat på Dagens Nyheter och Strengnäs Tidning. År 1987 började hon på Tidningen Folket i Eskilstuna och blev senare redaktör för Folket Kvinna och sedermera nyhetschef och redaktionschef. År 2001 utsågs hon till Folkets chefredaktör. Hon var senare även chefredaktör för Sméjournalen.
År 2011 blev hon tidningschef på Länstidningen i Södertälje. Den 1 maj 2013 blev hon istället tidningschef för Nerikes Allehanda och Örebroar´n. inom samma koncern Promedia. Hon lämnade Nerikes Allehanda våren 2016 i samband med att Mittmedia tog över tidningen.
År 2016 blev Säfström chefredaktör för Kvällsposten. Våren 2018 blev hon istället kanalchef vid P4 Sörmland.